# 尹光
尹光（英語：Jackson Wan Kwong，1944年8月23日—），原名呂錫楊，填詞用名呂明光，香港男歌手及演員，是越南華裔，有「廟街歌王」之稱，香港高胡大師馮華徒弟。於2023年訪問表示他曾報細歲數，受訪時實際已79歲。

## 簡介

### 經歷
尹光在越南共和國（南越）出生及出道，為首都西貢堤岸「韶聲音樂社」成員之一。他連自己在內共有八兄弟姊妹（五個已移民美國，兩個仍留在越南發展），小時候家境富裕，當時他的家族在越南開了兩間戲院（豪華戲院、大光戲院）、溜冰場、賣徽章，財力雄厚。而戲院更常播新馬師曾的戲，也曾邀來梅艷芳、何非凡、劉克宣、羅劍龍、林黛等人來到演唱。他七歲開始習粵曲大戲，初期是文武生，後來因越戰爆發，因戰亂或恐怖襲擊頻仍，粵劇台戲容易受到越共恐怖襲擊而式微，因而改為唱曲，其後開始唱粵語流行曲。尹光當時受軍訓三個月，因為自己出錢服役，不用守前線，只須守市區。1969年，中學畢業未幾的尹光以逃兵身份偷渡來港。1975年430事件後，他正式移居香港。
1973年，尹光與當紅女星鍾叮噹合唱《天涯客》一曲而打響名堂，後被帶到荔園及啟德遊樂場登台，就此開始了他在香港的歌唱事業。他自取藝名「尹光」，其中尹姓是來自他敬重的小提琴家尹自重。其初期的歌路與鄭君綿相似，然而後期亦與時並進，加入嘻哈歌手的風格。歌曲比較市井及另類，歌詞諷刺時弊，道出1960年代至當今廿一世紀小市民的心聲，代表當時的香港本土文化。早期的作品《十四座》、《的士生涯》訴說了職業司機之苦；千禧年以後的《少理阿爸》以粗鄙鬼馬的風格，講出家庭問題、濫藥問題、青少年問題。由於歌詞用字較為粗俗，因此市面上的唱片店較少售賣尹光的唱片，只有在廟街等地方才可找到。他亦因此有「廟街歌王」之稱，雖然他本人並未在廟街登台。
1990年代，曾與朱咪咪在TVB長壽綜藝節目《歡樂今宵》獻唱一些酒廊金曲及其首本名曲的淨化版本。而他也曾在麗的電視做一個每星期半小時的節目來積累名氣。他在節目中，每星期都把要唱的粵曲改編成小曲，再配上自己填寫的廣東話歌詞。結果，因為觀眾對其這諧趣的風格甚為受落，使他的知名度大增。
1991年1月，「演唱會之父」張耀榮因替某個歌手開了十場演唱會之後票房慘淡，賠了近800萬元。張耀榮為了止蝕，臨時邀請尹光來表演，但並無任何宣傳和準備。雖然如此，最後卻賣出了七成門票。同年3月，他再次在紅磡體育館開了一場演唱會。在表演當日下午，紅磡體育館票站外出現長長的人龍，12,000個座位全部爆滿，為尹光帶來了事業上的轉變。及後在8月，他又於紅磡體育館開了第三場演唱會，成為一個一年三次登上紅館表演的歌手。
2002年，尹光憑一首具Techno風格的饒舌歌曲《少理阿爸》紅遍全港的士高場所。其後他於2007年演出亞洲電視劇集《靈舍不同》及《十六不搭喜趣來》。近年，尹光仍然於樂壇活動，例如在2008年3月於香港文化中心舉行「尹光08好過癮演唱會」。2009年3月則在紅磡體育館舉行「2009爆金爛演唱會」。同年，他與香港年輕嘻哈歌手歐陽靖拍攝維他檸檬茶VLT廣告。2011年，為配合2012年1月在香港文化中心舉行的「尹光龍咁威2012演唱會」，與另一香港年輕嘻哈歌手KZ合作推出單曲《Mr. ONE》。MV上載至YouTube後短短四天已有超過14萬人次觀看，並先後在新城電台和香港商業電台播放，但該曲懷疑因有語帶雙關的粗口歌詞而遭香港電台禁播。
此外，他亦與香港網上遊戲商「Gameone」合作，為其網上遊戲「天龍八部2」唱主題曲並擔任代言人。2012年9月24日至26日，尹光獲邀演出喜劇《代代紐紋柴》。由出道至現在，尹光時常穿梭香港、馬來西亞、澳洲和新加坡等地登台表演。2015年，尹光於廣州舉行的「2015華語金曲獎音樂盛典」上獲頒「華語樂壇傑出貢獻獎」，以表揚他對華語樂壇所作出的貢獻。2017年獲得中式膏貼品牌「金牌宇一」的賞識，擔任其「金牌宇一艾葉一條根系列」的產品代言人，於各大媒體均有大型廣告展出，如巴士半邊車身廣告、報紙廣告及首度印製其肖像的利是封等等。
2023年6月6日，有香港網民利用人工智能科技，製作以「AI尹光」的合成歌聲翻唱香港男歌手姜濤及林家謙等流行歌曲的影片，後隨即在網絡上瘋傳，獲不少網民稱讚比原唱演出更動聽。尹光於6月9日於個人facebook親自回應，多謝網民支持。9月，尹光與「Wan K.」（即尹光註冊的AI聲音）合唱推出第一首抒情歌曲《Dear Myself》，首次打進叱咤樂壇流行榜。11月於紅磡香港體育館舉行「尹光Wan K.宇宙巡邏演唱會」。
2023年11月23日，尹光與網購平台HKTVmall合作推出了新的廣告歌曲《Deal你阿爸》，改編自同曲作品《少理阿爸》，歌詞當中更以「仆街」、「王生佢痴膠花」、「股價Low Low Low」等為HKTVmall加以自嘲式惡搞，MV上載至YouTube後一星期已有接近20萬人次觀看，內容受到網民一定程度的討論。
2023年11月24日，尹光於由香港商業電台叱咤903舉辦的2023年度叱咤樂壇流行榜頒獎典禮中，首次躋身叱咤樂壇我最喜愛的男歌手最後五強。
2023年12月29日，尹光與電訊公司3HK合作推出了新的廣告歌曲《一人之境之人人自肥版》，改編自林家謙的同曲作品《一人之境》，MV上載至YouTube後短短3天已超過20萬人次觀看。
2024年1月1日，尹光以79歲高齡首次晉身《叱咤我最喜愛男歌手》最後五強，為香港粵語樂壇創造紀錄，亦是他出道五十多年來首次從廟街走上大台的音樂頒獎禮。「尹光入圍現象」一度引起網上熱議，有說樂迷佩服尹光一把年紀仍不斷作出新嘗試，推出融合AI元素的新曲《Dear Myself》，另說有樂迷因不滿Mirror 成員表現及鏡粉「玩爛」頒獎禮，所以網上投票擁躍支持他以實力派抗衡偶像派，最終成功推送他入五強。

### 軼聞
- 尹光白手興家的父親留了一句左右銘給他：「求名求利求己勿求人！」。[4]
- 尹光家中共有八兄弟姊妹，當中只有他自己來香港發展個人事業。
- 尹光在1990年代與無綫電視（TVB）簽約，卻曾因拍劇問題而被雪藏兩年。自此之後，他不與任何電視台簽約，但表示會參與短期節目，只要邀請人有心請他，他就會答應。
- 他經常與妻子李麗儀一起登台表演。
- 尹光表示他一生人有兩個偶像，就是任劍輝與新馬仔。[10]
- 1975年，尹光以$3,000沒有分紅的代價，為唱片公司灌錄一隻名為《十四座》的唱片。他因為這張唱片輕易取得金唱片的成績，而銷量方面則超過五千多隻。
- 1989年「六四事件」後，一位名叫沙龍的填詞人（沙龍最常用筆名為「韋然」）寫了一批帶諷刺意味的不文歌集。他打算找尹光重出江湖。雖然在某程度上沙龍是要透過這些歌曲發洩憤怒，但是這就為尹光帶來了幾首算是著名的歌曲：《你做乜諗嘢》、《關人隱事》、《Holland Bank Cheque》、《一個黐膠線的少年》。[10]
- 尹光一生曾經發生兩次嚴重的意外。1984年，他在新加坡登台唱歌時跌落台下，手骨腳骨折斷，結果他要坐輪椅返回香港。三年後，他坐一個有鬥雞眼的朋友的車時，整輛車子撞向巴士，結果到醫院之後發現橫膈膜出血。當時醫生說他晚兩個小時做手術就會死。自此之後他就與妻子李麗儀結伴走埠登台。
- 尹光的歌唱風格不為廣泛接受。儘管他提到有些來自水房、十四、勝和等幫會的江湖人士喜歡他《追龍》、《出冊》等歌曲，不過他仍然被視為鹹濕歌王。
- 2015年，尹光曾於節目《開心老友記》中表示他會以一星期打兩次乒乓球的方法來練氣。他又曾經和演員陳展鵬切磋球技，並稱讚對方球技出色。

## 音樂作品

### 著名歌曲
- 《荷里活》（又名《荷里活大酒店》）
- 《數波波》
- 《相士大隻西》
- 《少理阿爸》 —— 以rap的風格，帶出問題家庭之下所產生的青少年問題、濫藥問題
- 《關人隱士》 / 《澳門朋友》 / 《荷蘭銀行支票》 / 《小姐李露薇》 / 《地理農務系》 —— 玩弄粗口諧音之作，然而亦不乏現實意義，如《關人隱士》及《澳門朋友》，表現了香港市民對九七回歸的不安；《地理農務系》講出了環境保育的重要
- 《一支槍》
- 《一個黐膠線的少年》 —— 運用語義雙關的修詞技巧，道出受資本主義壓迫的勞動階層永無翻身之日，勞動階層卻幻想以勤奮換來讚賞的社會現實。
- 《廟街》 —— 調寄菲律賓民謠《Sitsiritsit Alibangbang（英语：Sitsiritsit Alibangbang）》[24]，講出了香港九龍油麻地廟街的特色
- 《法國大餐》 —— 曲調與《廟街》同，玩弄了「法國大餐」的粵語粗口諧音偈後語「法國嘅大餐多舊魚」
- 《你阿媽大減價》 —— 當中引用了奧地利作曲家約瑟夫·弗朗茨·瓦格納的《双鹰旗下进行曲》、肯尼斯·約瑟夫·阿爾福特（英语：Kenneth J. Alford）的《柏忌上校進行曲》以及约瑟夫·海顿的《降E大調小號協奏曲》第三樂章作為副歌旋律而為人所認識
- 《十四座》—— 道出了小巴司機之苦
- 《雪姑七友》 —— 原曲為姚敏作曲的國語歌《上花橋》[25]，改編歌詞略有意淫。然而，亦有網民指出，《格林童話》最初的版本，本就充滿淫穢；尹光此曲，雖應不是有意指出童話本來的故事，卻是「無心插柳」描述了童話本來的版本了
- 《東亞運超人》——為2009年香港主辦的東亞運動會而創作
- 《霹靂無敵334》——為香港334學制而創作
- 《老豆最強》——為香港o靚模風氣而創作，與李蘊合唱。講述問題家庭，妻子離異，父親獨力撫養女兒，女兒初長成就要做o靚模；然而父親與時並進，會上網消遣，拉近代溝；父女關係融洽。
- 《Mr.ONE》——尹光首次嘗試具搖滾風格的Rap歌，歌詞訴說了個人多年來對音樂的堅持與熱誠
- 《你老闆》
- 《潮神》
- 《緬甸晶宮》（主題曲）——跟網路團體緬甸晶宮合唱，為世界盃打氣一曲，MV主題圍繞著《足球小將》，更找來盧海鵬、魯芬、歐偉倫、戴志偉客串。

歌曲唱作方面，尹光與同時期的鄭君綿亦有互相酬唱。著名的作品有《落番半邊百葉窗》（同鄭君綿的《買麵包》，調寄《帝女花．妝台秋思》）和《賭仔自嘆》（擴充鄭君綿版的舊有歌詞）。

### 作詞作品
- 2012年：《爛賭夫鬥爛賭妻》電影主題曲〈爛賭神君〉

### 個人專輯
黑膠碟
- 1975年：《十四座》
- 1976年：《大哥成》
- 1977年：《鐵窗紅淚、出冊、神鳳》
- 1978年：《尹光精選十六首》、《加價狂潮》
- 1979年：《要仔又要女》、《打籐》
- 1980年：《一對活寶跑天下》
- 1981年：《尹光金曲》、《新浪子回頭》
- 1982年：《發發發》
- 1983年：《七個小矮人、又話俾家鄉知》
- 1984年：《相士大隻西、學賭番攤》

唱片光碟
- 1991年：《·七個小矮人》、《諧趣歌集1》、《諧趣歌集2》、《尹光演唱會金曲精華》、《ABC小姐》
- 2002年：《少理阿爸》
- 2006年：《濃情香港半世紀新曲+精選》、《世足狂熱 GOAL! FOOTBALL 2006》
- 2010年：《尹光Give Me 5精選55首》
- 2013年：《尹光演唱會精選集 Karaoke》
- 2023年：《跟你回眸》

### 單曲
- 2021年：《鬼馬雙星》（「音樂永續」作品，翻唱許冠傑歌曲）
- 2023年：HKTVmall「尹光 feat. HKTVmall｜Deal你阿爸｜Official MV」
- 2023年：3HK 光B (a.k.a 尹光) 《一人之境之人人自肥版》(Official MV)

### 派台歌曲成績
| 派台歌曲成績（四台） | 派台歌曲成績（四台） | 派台歌曲成績（四台） | 派台歌曲成績（四台） | 派台歌曲成績（四台） | 派台歌曲成績（四台） | 派台歌曲成績（四台） | 派台歌曲成績（四台）                                                                                 |
| -------------------- | -------------------- | -------------------- | -------------------- | -------------------- | -------------------- | -------------------- | --- |
| 唱片                 | 歌曲                 | 903                  | RTHK                 | 997                  | TVB                  | 備註                 | 備註                                                                                                 |
| 2011年               |                      |                      |                      |                      |                      |                      | |
| 跟你回眸             | Mr. ONE              | -                    | -                    | -                    | -                    | Featuring KZ         | Featuring KZ                                                                                         |
| 2013年               |                      |                      |                      |                      |                      |                      | |
| 跟你回眸             | 你老闆               | -                    | -                    | -                    | -                    | Featuring KZ         | Featuring KZ                                                                                         |
| 跟你回眸             | 沙田友               | -                    | -                    | -                    | -                    |                      | |
| 2017年               |                      |                      |                      |                      |                      |                      | |
| 跟你回眸             | 潮神                 | -                    | -                    | -                    | -                    | Featuring PHAT       | Featuring PHAT                                                                                       |
| 派台歌曲成績（五台） |                      |                      |                      |                      |                      |                      | |
| 唱片                 | 歌曲                 | 903                  | RTHK                 | 997                  | TVB                  | ViuTV                | 備註                                                                                                 |
| 2023年               |                      |                      |                      |                      |                      |                      | |
| 跟你回眸             | 掂呀                 | -                    | -                    | -                    | -                    | -                    | Featuring 阿弗 《尹光 WAN K. 宇宙巡邏演唱會》主題曲                                                  |
| 跟你回眸             | Dear Myself          | 14                   | -                    | 3                    | 9                    | 3                    | Featuring Wan K. 另派Special Thanks Edition版本 加拿大至 HIT 中文歌曲排行榜：4（Special Thanks：16） |
| 2024年               |                      |                      |                      |                      |                      |                      | |
|                      | 一家之主             | ×                    | ×                    | ×                    | -                    | ×                    | 無綫電視劇《神耆小子》主題曲                                                                         |
|                      | 命硬八十             | -                    | -                    | -                    | -                    | -                    | 加拿大至 HIT 中文歌曲排行榜：1                                                                       |
|                      | 福星高照             | -                    | -                    | -                    | -                    | ×                    | Featuring 張子 電影《麻雀女王追男仔》主題曲 加拿大至 HIT 中文歌曲排行榜：8                           |

| 各台冠軍歌總數 | 各台冠軍歌總數 | 各台冠軍歌總數 | 各台冠軍歌總數 | 各台冠軍歌總數 | 各台冠軍歌總數    | 各台冠軍歌總數    | 各台冠軍歌總數 |
| -------------- | -------------- | -------------- | -------------- | -------------- | ----------------- | ----------------- | -------------- |
| 四台a          | 903            | RTHK           | 997            | TVB            | 備註              | 備註              | 備註           |
| 四台a          | 0              | 0              | 0              | 0              | 四台冠軍歌總數：0 | 四台冠軍歌總數：0 |                |
| 五台b          | 903            | RTHK           | 997            | TVB            | ViuTV             | 備註              |                |
| 五台b          | 0              | 0              | 0              | 0              | 0                 | 五台冠軍歌總數：0 |                |

- （*）上榜中
- （-）未能上榜
- （×）沒有派往該台
- ^  注解a：包括2023年後的冠軍歌曲
- ^  注解b：2023年起

## 演出作品

### 電視劇／電視節目
無綫電視
- 1991年：《歡樂今宵》十一點大特寫之「香港CHEAP BOM BOM」
- 1996年：《超級無敵獎門人》第20集
- 2002年：《吾係獎門人》第12集
- 2009年：《香港獨家》第9集
- 2009年：《掌故王》第21-22集
- 2009年：《鐵甲無敵獎門人》第34集
- 2009年：《今日VIP》第22集
- 2008年：《演藝界512關愛行動》
- 2011年：《心有靈犀》第7集
- 2011年：《變身男女Chok Chok Chok》第6集
- 2011年：《詭異檔案》第28集
- 2011年：《兄弟幫》第471-472集
- 2012年：《五覺大戰》第11集
- 2012年：《今日VIP》第172集
- 2015年：《開心老友記》（「松柏情真」環節）
- 2016年：《男人食堂》
- 2016年：《J2靚聲王》
- 2016年：《Ben Sir學堂》
- 2017年：《今日VIP》
- 2017年：《流行經典50強》
- 2023年：《阮兆輝演藝70樂今宵》
- 2023年：《萬千星輝賀台慶》
- 2024年：《逆天奇案2》

亞洲電視
- 2007年：《靈舍不同》
- 2007年：《十六不搭喜趣來》
- 2008年：《樂壇風雲50年》
- 2008年：《今日法庭》第26-27集
- 2012年：《高志森微博》第2集

香港電台
- 2011年：《一屋住家人：鋼鐵超嫂》
- 2017年：《街角有樂》
- 2018年：《運輸背後：一路平安》
- 2021年：《格外樓神：人生馬拉松》飾 孝叔
- 2021年：《牛氣沖天賀新歲》
- 2021年：《環顧日常：疫流清道夫》飾 清叔

有線電視
- 2009年：《Home Sweet Home》第23集（now香港台）
- 2009年：《嚐·回味》
- 2010年：《光仔正傳》
- 2013年：《7條事業線．食腦任務》

ViuTV
- 2017年：《捲上你的床》
- 2019年：《仇老爺爺》飾光叔
- 2023年：《和解在後》飾潘力 第1集
- 2023年：《Auntie 妳好》
- 2025年：《弊傢伙！我要去祓魔》飾周易

### 電台節目
- 2007年7月26日：香港商業電台——《有耳喱民》
- 2009年3月7日：香港商業電台——《AiShiTeRu》
- 2015年1月9、12日：香港數碼電台DBC數碼7台戲曲台——《戲語蓉蓉》

### 電影
- 1991年：老表發錢寒 飾 舒光 （與成奎安、雷宇揚、葉子楣、翁杏蘭、黃一山合演）
- 1991年：豪門夜宴 飾 茶樓伙記
- 1992年：不文骚
- 2010年：72家租客
- 2015年：王家欣 飾 天星碼頭隧道口唱歌阿叔
- 2015年：猛龍特囧 飾 黑市醫生

### 配音
- 2009年：麥兜响噹噹

### 演唱會
- 2006年7月：《樂韻光輝–濃情香港半世紀演唱會》
- 2008年：《08好過癮演唱會》
- 2009年：《尹光粵曲會知音2009 演唱會》
- 2009年3月：《尹光爆金爛演唱會》
- 2009年6月21日：《大名鼎鼎靚聲唱家班演唱會》
- 2009年7月4日：《金光金曲靚聲澳門演唱會》
- 2010年：《尹光唱盡經典粵曲演唱會》
- 2010年7月20-21日：《尹光霹靂開心爆笑演唱會》
- 2011年9月19日：《經典任白再遇新馬演唱會》
- 2012年1月12-13日：《尹光龍咁威演唱會》
- 2012年8月7日：《香江濃情金曲演唱會2012》
- 2012年9月27日：《情懷金曲賀中秋2012》
- 2012年12月25日：《尹光任曲新韻粵曲演唱會》
- 2013年3月4、5日：《尹光鬼馬狂想笑不停演唱會》
- 2014年7月16、27、28日：《尹光唱盡香港情懷演唱會》
- 2014年8月8-10日：《尹光唱盡新馬腔演唱會》
- 2015年1月14日：《任白．新馬 真經典》
- 2015年4月19日：《尹光歡樂情懷演唱會》
- 2015年10月3日：《尹光2015 我講你笑 我唱你聼 演唱會 (Vancouver/Canada)》
- 2016年2月24日：《尹光唱聚經典粵曲演唱會2016》
- 2017年3月20日：《粵曲好經典2017演唱會》
- 2017年6月2日、7月17日：《開心大時代粵語流行曲演唱會》
- 2018年1月25日：《開心大時代同你籌款演唱會》
- 2018年8月12日、10月9日：《開心時代夢當年演唱會》
- 2019年3月4日：《戲曲光輝六十載經典粵曲演唱會》
- 2019年10月17日、12月3日：《尹光歡笑樂園演唱會》
- 2022年11月11日：《尹光戲曲光輝2022演唱會》
- 2023年5月11日：《尹光掂呀2023演唱會》
- 2023年7月11日：《尹光閃亮新輝粵曲演唱會》
- 2023年11月4日：《尹光 WAN K. 宇宙巡邏演唱會》
- 2024年7月2日：《尹光廟街情懷演唱會》
- 2025年3月5日：《經典粵曲全盛演唱會》

### 其他演出
- 2017年：懲教署更生微電影—兄弟
- 2021年9月18日：培生擂台：無敵盃 We Are Champs 20

## 其他作品

### 廣告
- 2016年：領展房地產信託基金泊食易手機應用程式
- 2016年至2017年：Centrum 善存
- 2017年：道路安全議會「道路工程要注意 時刻警覺莫遲疑」[27]
- 2017年：「金牌宇一艾葉一條根系列」YouTube頻道廣告
- 2018年：香港警察「交通安全 X 尹光」[28]
- 2022年：「WeChat Pay HK：有銀用時High High High」賀年歌廣告
- 2023年：2023年香港區議會選舉（與謝雪心合作）[29]
- 2023年：HKTVmall「尹光 feat. HKTVmall｜Deal你阿爸｜Official MV」
- 2023年：3HK 光B (a.k.a 尹光) 《一人之境之人人自肥版》(Official MV)

### 代言
- 2017年：代言「金牌宇一艾葉一條根系列」
- 2023年：（12月1日晚上7時）代言「杜蕾斯001系列」旺角銀行中心街頭Busking

## 獎項
- 2015年：2015華語金曲獎音樂盛典「華語樂壇傑出貢獻獎」
- 2023年：2023年度新城勁爆頒獎禮「潮爆神級歌王」
- 2024年：第22屆CASH金帆音樂獎「最佳男歌手演繹」
- 2024年：第22屆CASH金帆音樂獎「最佳歌曲大獎」《Dear Myself》

## 相關人物
- 鄭君綿
- 鍾叮噹

## 外部連結
- 尹光在香港影庫上的簡介
- 尹光Instagram （页面存档备份，存于）
- 環星娛樂 （页面存档备份，存于）
- 尹光 粵語流行曲黑膠唱片 （页面存档备份，存于）
- 尹光的Facebook專頁